# Miguel Nunes (político)
Miguel Nunes (Mundo Novo, 5 de julho de 1907 – Três Lagoas,?) foi um médico e político brasileiro, duas vezes prefeito de Três Lagoas.
Filho de Manoel Inácio Nunes e Maria Madalena Silva Nunes e formado pela Faculdade de Medicina da Bahia em 1932, chegou ao sul de Mato Grosso em 4 de março de 1934. Casado com Juventina Aranha Nunes, teve com ela os filhos: Sonia Nunes e Sênio Miguel Nunes.
Foi prefeito de Três Lagoas por duas vezes. Na primeira, em 1937, foi nomeado pela interventoria federal em Mato Grosso de Ary Pires e conservado quando da substituição deste pelo novo interventor, Júlio Müller. Na segunda vez, foi eleito em 1947, tomou posse a 31 de janeiro de 1951 e exerceu o mandato até janeiro de 1955, afastando-se um mês antecipadamente por motivos pessoais.
Durante sua administração, entre vários serviços executados, destacam-se o cascalhamento de várias ruas da cidade; a aquisição do terreno de 3.500m² para o Mercado Municipal e a construção e início de funcionamento do primeiro pavilhão do mesmo; o aumento da rede de água em mais de 4.000 metros no município; a construção vários prédios para escolas rurais; melhoramentos no campo de aviação com a construção de dois prédios no Aeroporto Municipal; melhorias nas estradas de rodagem existentes;  aberturas de novas estradas, quais sejam de Três Lagoas ao Rio Verde, e de Garcias a Água Clara, com construções de vários pontilhões e da ponte sobre o Ribeirão Pombo; a inauguração da rede de água no então distrito de Água Clara; e a construção da ponte de concreto sobre o Rio Sucuriú, tendo para isto contado com verbas auxiliares dos governos Federal e Estadual.

## Homenagens póstumas
Dá nome a um bairro da cidade.